# Княжики (Бердичівський район)
Кня́жики — село в Україні, у Ружинській територіальній громаді Бердичівського району Житомирської області. Населення становить 377 осіб (2001).

## Історія
12 червня 2020 року, відповідно до розпорядження Кабінету Міністрів України № 711-р «Про визначення адміністративних центрів та затвердження територій територіальних громад Житомирської області», територію та населені пункти Княжиківської сільської ради Ружинського району включено до складу Ружинської територіальної громади Бердичівського району Житомирської області.